# X (álbum de The 69 Eyes)
X es el décimo álbum de estudio de la banda finlandesa de rock gótico The 69 Eyes. «Red» figura como el primer sencillo y sigue «Borderline». Existe una pista adicional realizada junto a la tatuadora profesional Kat Von D, «Rosary Blue».

## Crítica
blistering.com lo definió como un híbrido de influencias como Billy Idol, Danzig y Johnny Cash. El disco ha sido bien recibido tanto por la crítica especializada como por los seguidores de la banda, quienes encontraron en temas como "Tonight", "If You Love Me The Morning After" o "I Know What You Did Last Summer" reminiscencias de lo que fueran discos como Paris Kills o Devils. Metal Hammer lo define como "pura melancolía finlandesa" y calificaron a la canción "Borderline" como la mejor de la banda en los últimos 10 años. 
Jacob Kranz escribió una crítica negativa, pues considera que el álbum suena demasiado comercial.

## Lista de canciones
| Regular edition |                                    |          |  |
| N.º             | Título                             | Duración |  |
| 1.              | «Love Runs Away»                   | 4:23     |  |
| 2.              | «Tonight»                          | 3:44     |  |
| 3.              | «Black»                            | 4:38     |  |
| 4.              | «If You Love Me the Morning After» | 4:21     |  |
| 5.              | «Red»                              | 3:47     |  |
| 6.              | «I Love the Darkness in You»       | 3:19     |  |
| 7.              | «Borderline»                       | 3:54     |  |
| 8.              | «I'm Ready»                        | 4:10     |  |
| 9.              | «I Know What You Did Last Summer»  | 5:05     |  |
| 10.             | «When a Love Comes to an End»      | 3:50     |  |

| iTunes bonus track |                                     |          |  |
| N.º                | Título                              | Duración |  |
| 11.                | «Rosary Blue» (featuring Kat Von D) | 5:15     |  |

## Sencillos
| Red |                     |          |  |
| N.º | Título              | Duración |  |
| 1.  | «Red" (Radio Edit)» | 3:13     |  |
| 2.  | «Red»               | 3:46     |  |

| Borderline |              |          |  |
| N.º        | Título       | Duración |  |
| 1.         | «Borderline» | 3:54     |  |

| Love Runs Away |                                              |          |  |
| N.º            | Título                                       | Duración |  |
| 1.             | «Love Runs Away»                             | 4:23     |  |
| 2.             | «Dracula's Castle» (featuring Rudi Protrudi) | 4:11     |  |
| 3.             | «Rosary Blue (Edit)» (featuring Kat Von D)   | 4:20     |  |

| Tonight |                                              |          |  |
| N.º     | Título                                       | Duración |  |
| 1.      | «Tonight»                                    | 3:44     |  |
| 2.      | «Dracula's Castle» (featuring Rudi Protrudi) | 4:11     |  |
| 3.      | «Rosary Blue (Edit)» (featuring Kat Von D)   | 4:20     |  |

## Créditos
- Jyrki 69 - Voz
- Timo-Timo - Guitarra rítmica
- Bazie - Guitarra principal
- Arzchie - Bajo
- Jussi 69 - Batería
- Kat Von D - Voz femenina en "Rosary Blue"